# طارق الغريب
طارق الغريب (بالإنجليزية: Tareq Al-Ghareeb) (ولد في 25 يوليو 1961) هو لاعب جودو كويتي. شارك في منافسات وزن نصف الثقيل للرجال ضمن دورة الألعاب الأولمبية الصيفية 1984. كما شارك وفاز بالميدالية البرونزية في دورة الألعاب الآسيوية 1986 في منافسات الجودو.

## روابط خارجية
- Tareq Al-Ghareeb على موقع أوليمبيديا (الإنجليزية)